# Jason Gillespie
Pour les articles homonymes, voir Gillespie.
Jason Neil Gillespie est un joueur de cricket international et entraîneur australien né le 19 avril 1975 à Darlinghurst en Nouvelle-Galles du Sud. Ce lanceur rapide droitier dispute 71 test-matchs et 97 ODI avec l'équipe d'Australie entre 1996 et 2006. Sa carrière, marquée par de nombreuses blessures, s'achève en 2008. De lointaine ascendance Kamilaroi, Gillespie est le premier joueur d'origine aborigène connu à avoir joué pour l'équipe d'Australie.

## Principales équipes
- Australie-Méridionale
  - First-class cricket : 1994-95 - 2007-08
  - List A cricket : 1994-95 - 2007-08
  - Twenty20 : 2007-08
- Yorkshire
  - First-class cricket : 2006 - 2007
  - List A cricket : 2006 - 2007
  - Twenty20 : 2006 - 2007
- Ahmedabad Rockets (ICL) : 2008

## Récompenses individuelles
- Un des cinq Wisden Cricketers of the Year de l'année 2002.

## Palmarès
- Vainqueur de la Coupe du monde de cricket en 2003.

## Sélections
- 71 sélections en Test cricket (1996 - 2006)
- 97 sélections en One-day International (1996 - 2005)
- 1  sélection en Twenty20 International (2005)

## Merchandising
Jason Gillespie possède une ligne de vêtements, DZ9, dont le nom se réfère à son surnom "Dizzy". Elle a été lancée en octobre 2005. Son équipementier, Sommers, a produit une batte nommée X Type Dizzy 201* en hommage à son innings de 201 runs not out réalisé les 17, 18 et 19 avril 2006 contre le Bangladesh à Chittagong.